# Juan Carlos Letelier
Juan Carlos Letelier Pizarro (* 20. Mai 1959 in Valparaíso) ist ein ehemaliger chilenischer Fußballspieler und heutiger -trainer. Er war Teil der Mannschaft von CD Cobreloa, die zweimal in Serie das Endspiel der Copa Libertadores erreichte, spielte weiterhin unter anderem für die Santiago Wanderers, SC Internacional sowie den FC Caracas und nahm mit der Nationalmannschaft seines Heimatlandes an der Fußball-Weltmeisterschaft 1982 in Spanien teil.

## Karriere

### Vereinskarriere
Juan Carlos Letelier, geboren 1959 in der Hafenstadt Valparaíso an der Westküste Chiles, begann mit dem Fußballspielen beim örtlichen Klub CD Santiago Wanderers, wo er 1978 in der ersten Mannschaft debütierte. Für die Santiago Wanderers spielte Letelier, der auf der Position eines Angreifers agierte, die folgenden zwei Jahre auch noch, ehe er sich 1981 für ein Jahr Audax Italiano La Florida anschloss, ohne dort großartig für Furore zu sorgen.
Nach 27 Ligaspielen für Audax Italiano zog es Juan Carlos Letelier zur Saison 1982 zu CD Cobreloa. Der erst einige Jahre zuvor gegründete Verein aus der Bergarbeiterstadt Calama hatte es bereits im Vorjahr geschafft, ins Endspiel um die Copa Libertadores vorzudringen, scheiterte aber dort am brasilianischen Vertreter Flamengo Rio de Janeiro. Auch 1982 zeigte sich die Mannschaft von Trainer Vicente Cantatore, zu der Spieler wie beispielsweise Mario Soto, Óscar Wirth oder Enzo Escobar zählten, erstaunlich gute Leistungen im Libertadores-Cup. In der ersten Gruppenphase wurde man am Ende Erster vor Colo-Colo Santiago und den beiden ecuadorianischen Vertretern LDU Quito sowie Barcelona SC Guayaquil. Auch in der zweiten Gruppenphase konnte man beide Gegner hinter sich lassen, in diesem Fall waren das Olimpia Asunción aus Paraguay und Deportes Tolima aus Kolumbien, somit war die erneute Finalteilnahme sichergestellt. Der Gegner hieß diesmal CA Peñarol und war wie im Vorjahr Flamengo favorisiert. Nach einem torlosen Remis in Montevideo sprach vieles für einen Erfolg von Cobreloa, doch im Rückspiel im Estadio Nacional von Santiago de Chile unterlag Cobreloa durch ein spätes Tor von Fernando Morena mit 0:1, der Titel des Copa-Libertadores-Siegers ging also nach Uruguay.
Auf nationaler Ebene gelang es Juan Carlos Letelier auch, mit Cobreloa Titel zu gewinnen. So erreichte man in den Jahren 1982 und 1985 den Gewinn der chilenischen Fußballmeisterschaft. Ein Jahr nach dem letzten Titel trennten sich dann die Wege von Juan Carlos Letelier und CD Cobreloa. Der Stürmer verließ seinen Verein nach sechs Jahren und ging nach Kolumbien zu Independiente Medellín. Mit dieser Station begann eine Odyssee, die Letelier zu diversen Vereinen des südamerikanischen Fußballs führte. So wurde er in Peru sowohl mit Universitario de Deportes (1992) als auch mit Sporting Cristal (1994) Meister, spielte aber für beide Vereine nur ein Jahr. Ferner war er auch in Brasilien für SC Internacional aus Porto Alegre, in Venezuela für den FC Caracas oder in Mexiko für CD Cruz Azul aktiv. Auch nach Chile kehrte Letelier zurück und beendete dort im Jahre 1995 im Alter von 36 Jahren als Spieler von Deportes La Serena seine fußballerische Laufbahn. Später arbeitete er auch als Trainer, trat aber nicht im höherklassigen Fußball auf.

### Nationalmannschaft
Zwischen 1979 und 1989 brachte es Juan Carlos Letelier auf insgesamt 57 Einsätze in der chilenischen Fußballnationalmannschaft. Dabei gelangen ihm achtzehn Torerfolge. Von Nationaltrainer Luis Santibáñez wurde er ins Aufgebot der Südamerikaner für die Fußball-Weltmeisterschaft 1982 in Spanien berufen. Letelier kam bei dem Turnier zweimal zum Einsatz, wobei er beide Male nur eingewechselt wurde. Im Gruppenspiel gegen Deutschland (1:4) folgte er zur zweiten Halbzeit auf Mario Soto, im abschließenden Gruppenspiel gegen Algerien (2:3) wurde er in der 38. Minute für Carlos Caszely eingewechselt, nachdem der afrikanische WM-Neuling bereits mit 3:0 geführt hatte. Für die chilenische Mannschaft verlief diese Weltmeisterschaft desaströs. Ohne einen einzigen Punktgewinn schied man in der Gruppenphase in einer Gruppe mit Deutschland, Österreich und Algerien aus.
Neben der Fußball-Weltmeisterschaft nahm Juan Carlos Letelier mit der chilenischen Nationalmannschaft auch an den Südamerikameisterschaften 1983, 1987 und 1989 teil, ein Titelgewinn gelang jedoch hierbei nicht. Nach letztgenanntem Turnier beendete er seine Nationalmannschaftskarriere mit dreißig Jahren und nach 57 Einsätzen.

## Erfolge
- Chilenische Meisterschaft: 2×

1982 und 1985 mit CD Cobreloa
- Peruanische Meisterschaft: 2×

1992 mit Universitario de Deportes
1994 mit Sporting Cristal
- Finalteilnahme der Copa Libertadores: 2×

1982 mit CD Cobreloa